# Silnice (Horka)
Silnice je malá vesnice a část obce Horka v okrese Chrudim. Nachází se asi dva kilometry jihozápadně od Horky. Prochází zde silnice II/355. Silnice leží v katastrálním území Horka u Chrudimi o výměře 7,92 km².